# Matías Vargas
Martín Matías Ezequiel Vargas (ur. 8 maja 1997 w Salcie) – argentyński piłkarz występujący na pozycji pomocnika w Shanghai Port.